# Lachapelle-sous-Gerberoy
Lachapelle-sous-Gerberoy è un comune francese di 180 abitanti situato nel dipartimento dell'Oise della regione dell'Alta Francia.

## Società

### Evoluzione demografica
Abitanti censiti